# Quercus fontana
Quercus fontana är en bokväxtart som beskrevs av Kendall Laughlin. Quercus fontana ingår i släktet ekar, och familjen bokväxter.
Artens utbredningsområde är Missouri. Inga underarter finns listade.